# 馬什喬夫
馬什喬夫是捷克的城鎮，位於該國西部，由烏斯季州負責管轄，始建於十二世紀初期，面積23.05平方公里，海拔高度375米，鎮上的修道院建於1192年，2006年人口651。

## 外部連結
- Municipal website